# آریجا باریکیس
آریجا باریکیس (انگلیسی: Arija Bareikis؛ زادهٔ ۲۱ ژوئیهٔ ۱۹۶۶) هنرپیشه اهل ایالات متحده آمریکا است. وی از سال ۱۹۹۲ میلادی تاکنون مشغول فعالیت بوده‌است.

## گزیده فیلمشناسی
از فیلم‌ها یا برنامه‌های تلویزیونی که وی در آن نقش داشته‌است می‌توان به آثار زیر اشاره کرد.
- افسانه اثر انگشت‌ها (۱۹۹۷)
- مرد برهنه (۱۹۹۸)
- ۳۰ روز (۱۹۹۹)
- دوس بیگالو: ژیگولوی مرد (۱۹۹۹)
- بارش برف روی سروها (۱۹۹۹)
- ملیندا و ملیندا (۲۰۰۴)
- دوس بیگالو: ژیگولوی اروپایی (۲۰۰۵)
- بدون رزرو (۲۰۰۷)
- پیش از آنکه شیطان بفهمد مرده‌ای (۲۰۰۷)
- لطافت (فیلم ۲۰۰۹) (۲۰۰۹)
- آناتومی گری (مجموعه تلویزیونی) (۲۰۰۵)
- قدرت (مجموعه تلویزیونی) (۲۰۱۶)